# Jerónimo Badaraco
Jeronimo Antonio Badaraco Belem (ur. 15 listopada 1974 roku w Makau) – kierowca wyścigowy z Makau.

## Kariera
Badaraco rozpoczął międzynarodową karierę w wyścigach samochodowych w 2006 roku od gościnnych startów w dywizji 1 Asian Touring Championship. W późniejszych latach pojawiał się także w stawce Asian Touring Car Series 2000 Division 2. Od 2013 roku startuje w azjatyckich wyścigach World Touring Car Championship.